# Мартинес, Марселино
Мартинес Марселино Као (исп. Marcelino Martínez Cao; родился 29 апреля 1940 года) — испанский футболист, нападающий, игрок сборной Испании. Чемпион Европы по футболу 1964 года.

## Карьера
Марселино родился в Аресе, провинция Ла-Корунья, Галисия. В 1959 году он подписал контракт с «Расинг Ферроль», а потом перешёл в «Реал Сарагосу» и остался в клубе до завершения карьеры.
Во время своего пребывания в «Сарагосе», клуб всегда был в Ла Лиге. Марселино забил 117 официальных голов,. Он был частью эффективного атакующего блока, который назвали «Los Magnificos». В нём были такие игроки, как Канарио, Карлос Лапетра, эеутери Сантос и Хуан Мануэль Вилла.
Марселино сыграл 14 раз за сборную Испании, участвуя в чемпионате Европы 1964 кубков и чемпионате мира 1966 года. В первом турнире он забил решающий гол в финале против Советского Союза.

## Достижения
- Кубок УЕФА: 1963/64
- Кубок Испании: 1963/64, 1965/66
- Чемпионат Европы: 1964